# Мартынов, Андрей Ефимович
Андре́й Ефи́мович Марты́нов (1768—1826) — русский живописец-пейзажист, академик Императорской Академии художеств.

## Жизнь и творчество
Андрей Мартынов родился в 1768 году, в семье солдата. Отец художника служил в лейб-гвардии Преображенского полка. С 1773 года Мартынов обучался в ландшафтном классе Императорской Академии художеств  под руководством С. Ф. Щедрина. Получал медали Академии художеств: малая серебряная (1787), большая серебряная и малая золотая медали (1788). Окончил курс Академии (1788) со званием художника XIV класса и был отправлен за границу пенсионером Академии художеств. Довольно долго жил в Риме, работая под влиянием Я. Ф. Хаккерта. Вернулся в Россию в 1794 году. В следующем году Академия признала «назначенным в академики». Было присвоено звание академика (1795). В 1802 году был избран советником Академии.
Путешествовал с российским посольством в Пекин и написал много видов сибирских и китайских местностей; посетил, кроме того, Крым и берега Волги, откуда также заимствовал сюжеты для своих пейзажей. Предприняв вторичную поездку в Италию, умер в городе Риме и был похоронен на кладбище Тестаччо
Был художником очень плодовитым, и его произведения пользовались в своё время уважением. Из них можно указать на два крымских вида, находящиеся в Эрмитаже, на вид в окрестностях Рима, в музее Академии художеств, и на саксонский вид, в Московском публичном музее. Сверх картин, писаных масляными красками, Мартынов произвел немало рисунков акварелью и гуашью.
В Риме Мартынов проживал по улице Святого Исидора, д.17.

Работы А. Е. Мартынова
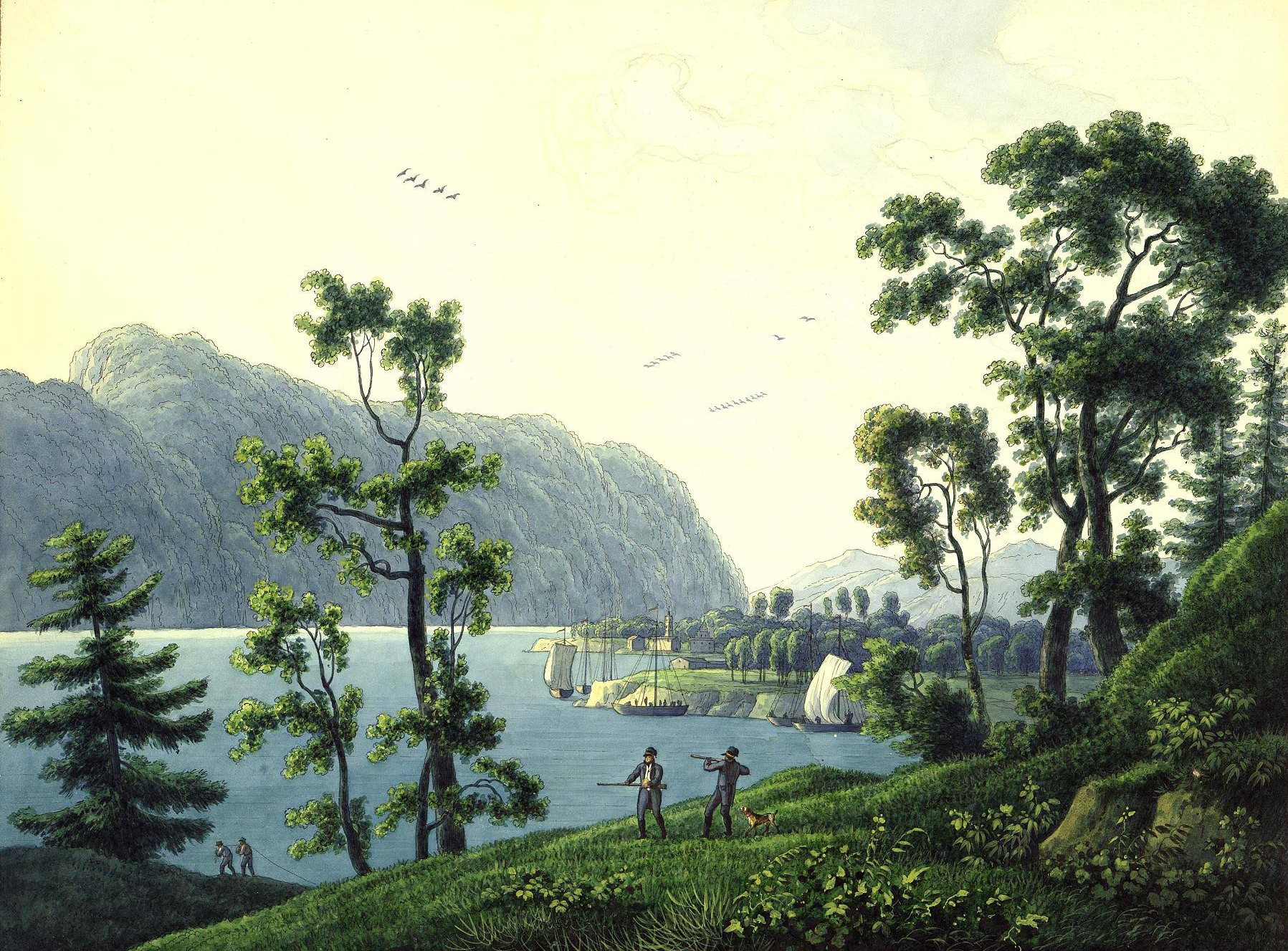
Вид на Троицкий монастырь на реке Селенга
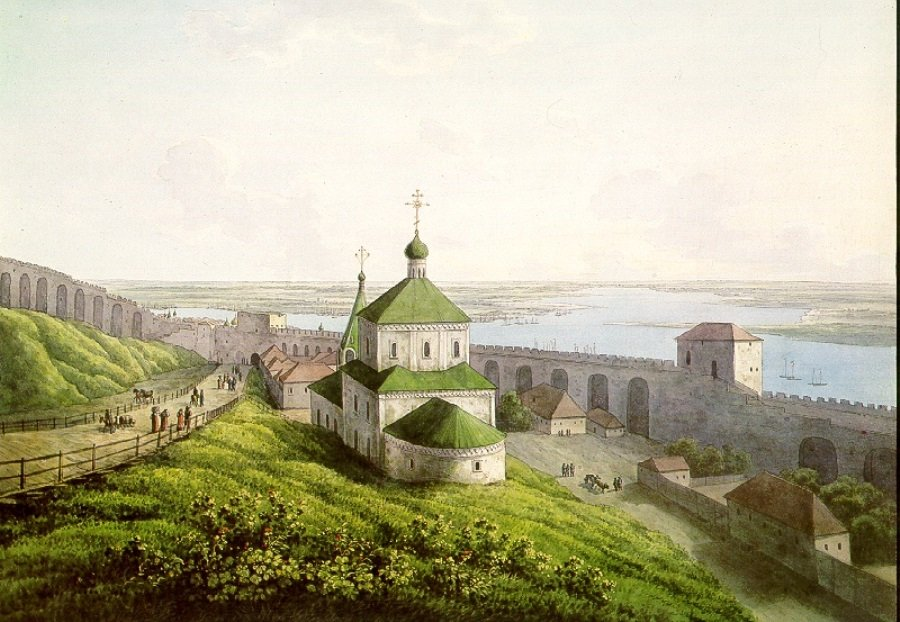
Церковь святого Симеона Столпника. Нижегородский кремль
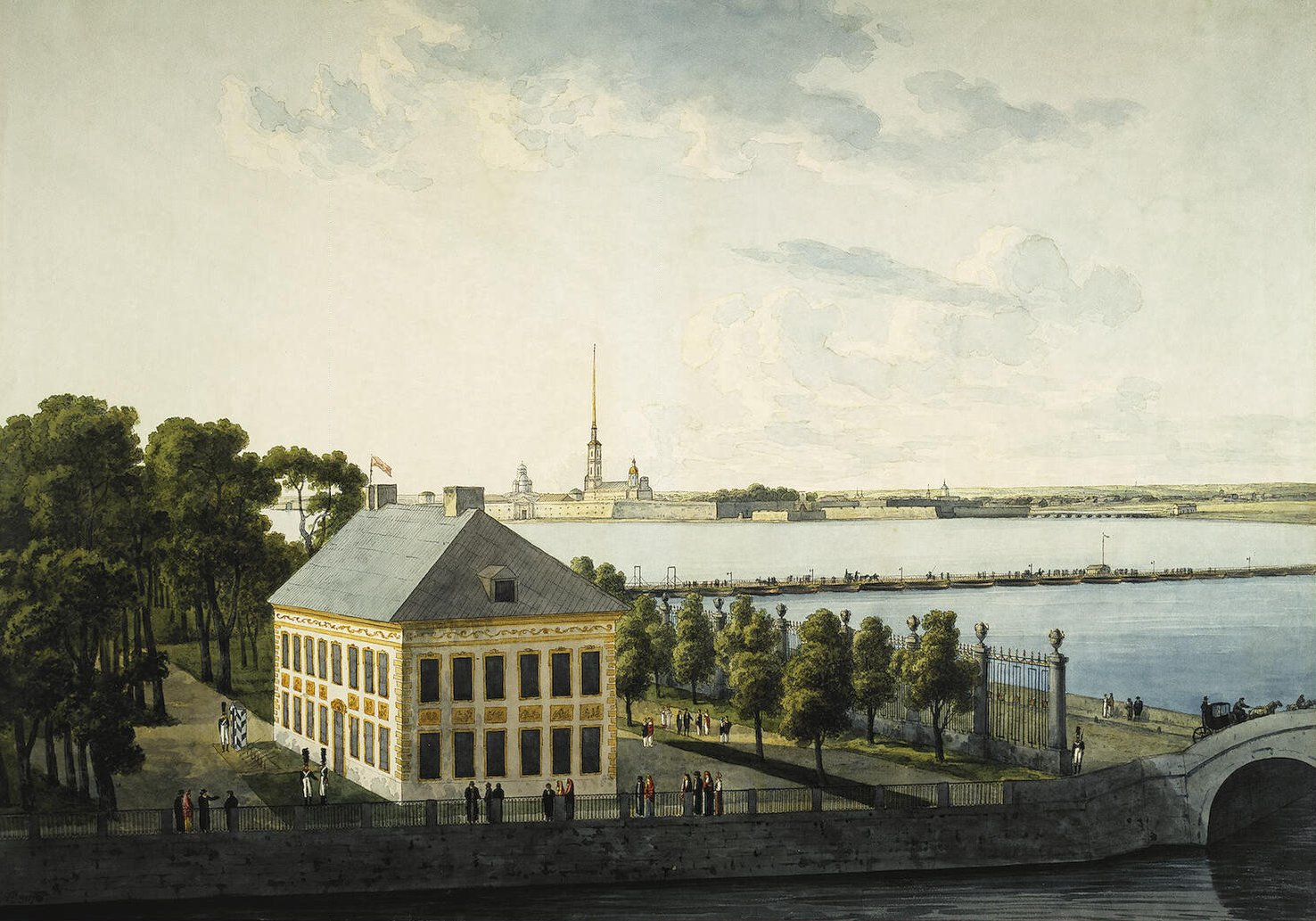
Летний дворец Петра I
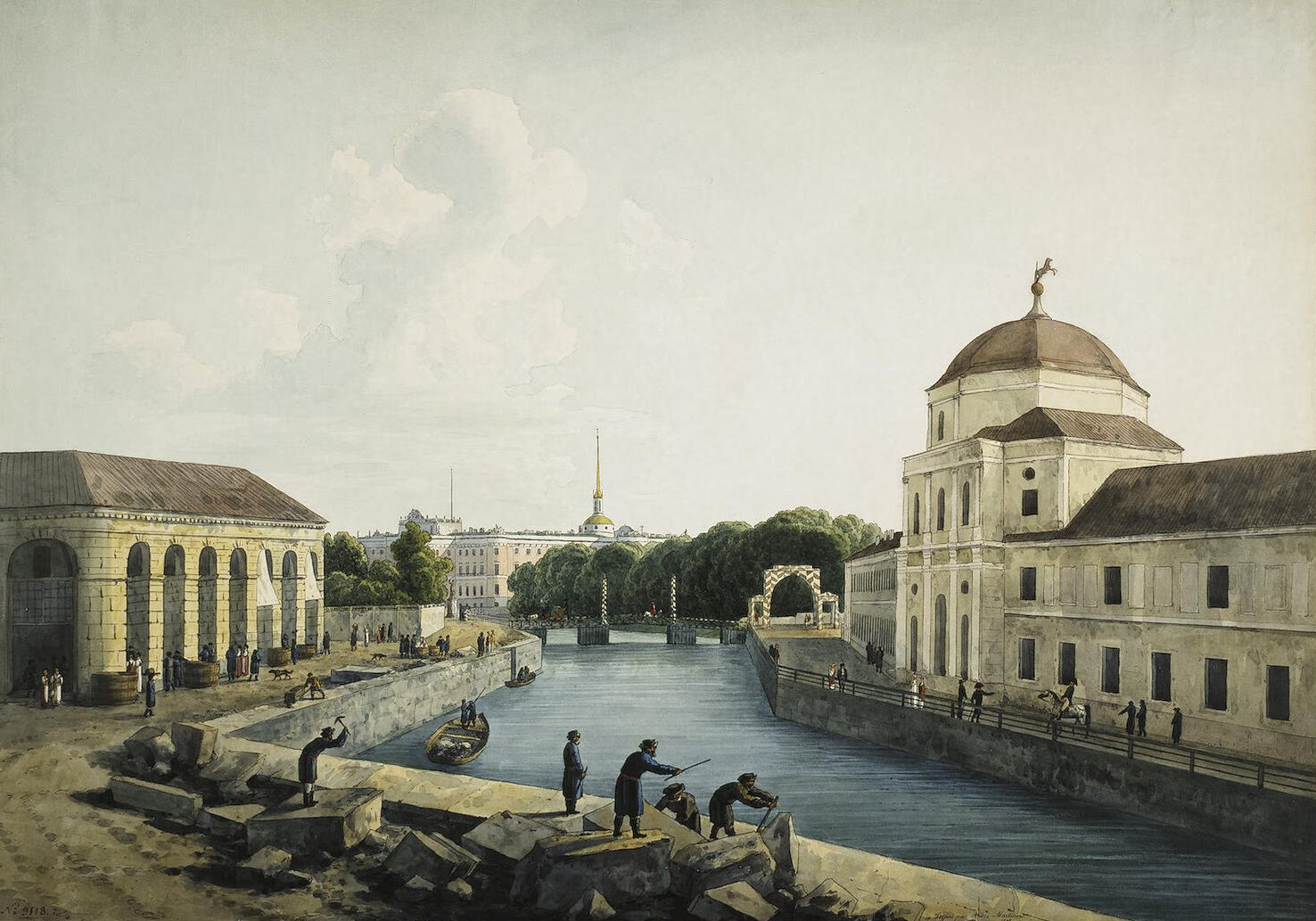
Вид реки Мойки со стороны Императорских конюшен